# Russische militaire begraafplaats in Weimar
De Russische militaire begraafplaats in Weimar is een militaire begraafplaats in Thüringen, Duitsland. Op de begraafplaats liggen omgekomen Russische militairen uit de Tweede Wereldoorlog.

## Begraafplaats
Op de begraafplaats liggen 640 Russische slachtoffers uit de Tweede Wereldoorlog begraven. Het merendeel van de slachtoffers kwam om het leven tijdens de opmars door Duitsland, in de laatste fase van de oorlog.